# أكلبترة دلبية
أكلبترة دلبية (الاسم العلمي: Acalyptris platani) هي نوع من الحشرات تتبع جنس الأكلبترة من فصيلة السليلات.